# Gregorian (band)
Gregorian er et tysk band, der bliver ledet af Frank Peterson, der optræder med gregoriansk sanginspirerede version af moderne pop- og rocksange. Bandet benytter både vokalharmonier og instrumental akkompagnement.
I 2016 deltog de i Unser Lied für Stockholm, der er den tyske udvælgelse af repræsentant til Eurovision Song Contest 2016, hvor de fik en femteplads med deres sang "Masters of Chant".
De har opført over 3000 koncerter i 106 lande for sammenlagt over 12 mio. publikummer.

## Diskografi
Gregorian har udgivet 10 albums i deres serie Masters of Chant og flere andre albums, inklusive julealbum og adskillige opsamlingsalbum og to typer videoalbum; livekoncerter og musikvideoalbums med sangerne i forskellige omgivelser.

### Oprindeligt project
Album
- 1991: Sadisfaction (album)

Singler
- 1991: "So Sad"
- 1991: "Once in a Lifetime"

### Masters of Chantalbums
- 1999: Masters of Chant
- 2001: Masters of Chant Chapter II
- 2002: Masters of Chant Chapter III
- 2003: Masters of Chant Chapter IV
- 2004: The Dark Side (called Masters of Chant V in Oceania but distinct from the 2006 album of that name)
- 2006: Masters of Chant Chapter V
- 2007: Masters of Chant Chapter VI
- 2009: Masters of Chant Chapter VII
- 2010: Dark Side of the Chant
- 2011: Masters of Chant Chapter VIII
- 2012: Epic Chants
- 2013: Masters of Chant Chapter IX
- 2014: Winter Chants
- 2015: Masters of Chant X: The Final Chapter
- 2017: Holy Chants
- 2021: Pure Chants
- 2022: Pure Chants II

### Andre albums/opsamlinger
- 2005: The Masterpieces (Best of CD and live DVD)
- 2006: Christmas Chants
- 2007: Masters of Chant (Curb Records)
- 2011: Best of 1990–2010
- 2016: Live! Masters of Chant – Final Chapter Tour
- 2017: Masters of Chant – The Platinum Collection
- 2019: 20/2020

### Singler
- "Masters of Chant" (1999)
- "I Still Haven't Found What I'm Looking For" (2000)
- "Losing My Religion" (2000)
- "Moment of Peace" (2001)
- "Voyage Voyage" (2001)
- "Join Me" (2002)
- "The Gift" (2003)
- "Angels" (2003)
- "Where the Wild Roses Grow" (2004)
- "O Fortuna" (2010)

### Videoalbums
- 2001: Masters of Chant in Santiago de Compostela
- 2001: Moments of Peace in Ireland
- 2002: Masters of Chant Chapter III
- 2003: Gold Edition
- 2005: The Masterpieces
- 2007: Masters of Chant: Live at Kreuzenstein Castle
- 2008: Christmas Chants & Visions
- 2011: Masters of Chant Chapter 8 (Gregorian Live in Europe 2011: The Dark Side of the Chant) – Limited Edition (CD & DVD)
- 2012: Epic Chants "Dark Side of the Chants Live in Zagreb" – Limited Edition (CD & DVD)
- 2013: Epic Chants Tour 2013 "Live in Belgrade" – Deluxe Edition (CD & DVD)
- 2016: Masters of Chant – Final Chapter Tour (CD & DVD, blu-ray) (Limited Fan Edition including 4 additional music videos and the complete concert on double CD)